# Civilization III
Sid Meier's Civilization III är ett turordningsbaserat strategidatorspel utvecklat av Firaxis Games. Det är uppföljare till Sid Meier's Civilization II och kallas också kort för Civ 3 eller Civ III. Spelet är det tredje i serien Civilization.
Till skillnad från det första spelet i serien, Sid Meier's Civilization, designades Civilization III inte av Sid Meier själv, utan av Jeff Briggs, en datorspelsdesigner, och Soren Johnson, en datorspelsprogrammerare.

## Spelets gång
Civilization III handlar, liksom de övriga Civilization-spelen, om uppbyggnaden av en civilisation, ett imperium, från förhistorisk tid in i framtiden. För att lyckas bra i spelet måste man bygga infrastruktur, utnyttja resurser, vinna fördelar genom diplomati och handel, driva teknologisk utveckling, sköta om städer, bygga upp en kultur och inte minst med militära medel se till att man åtminstone inte blir förintad av motståndarna.
Samtidigt som man själv kämpar med sitt eget imperium, byggs automatiskt datorstyrda motståndarimperier upp i omgivningen. Den av alla imperierna, det egna eller ett av de datorstyrda, som först uppfyller vissa kriterier, har vunnit. Datorstyrningen av motståndarna kallas ofta oegentligt artificiell intelligens. Men motståndarna är inte bara en försvårande faktor. Man kan också dra nytta av dem genom bland annat handel och militära allianser. Med expansionssatsen Play the World kan också flera mänskliga spelare spela mot varandra.
Varje civilisation byggs upp kring en kärna av städer belägna runt en huvudstad. Genom att tillhandahålla nödvändiga resurser får man städerna att växa. Bestämda fördelar får man genom att uppföra byggnadsverk i städerna, antingen vanliga stadsförbättringar eller stora och små underverk (jämför världens sju underverk). Man kan också välja att i stället för byggnader producera civila och militära enheter i städerna. På liknande sätt kan städernas kommersiella produktion fördelas mellan rikedom och teknologisk utveckling. Man måste också avsätta resurser till att hålla medborgarna tillfreds, annars gör de revolution.

### Inställningar vid spelets början
När ett nytt spel påbörjas, kan flera inställningar göras som påverkar hur spelet sedan ter sig. För kartan kan man välja storlek, landmassornas fördelning i världshaven, storleksförhållandet mellan hav och land, övergripande klimatförhållanden samt geologisk ålder, vilket påverkar hur jämnt geologiska formationer och naturresurser är fördelade. Utöver detta kan man välja mängden barbarer och bonushyddor som skall förekomma, den egna civilisationen, vilka och hur många civilisationer som skall datorstyras, dessa civilisationers aggressivitet, spelets svårighetsgrad samt tillåtna vinstkriterier. De flesta inställningarna kan överlämnas åt slumpen.

### Svårighetsgrader
För varje spel kan man fritt välja en av sex svårighetsgrader, där den högsta som traditionen bjuder heter gudom (på engelska deity). Skillnaderna mellan de olika svårighetsgraderna är kvantitativa. De datorstyrda civilisationerna har i de högre svårighetsgraderna fler enheter vid spelets start och betalar mindre underhåll för sin armé. Beroende på svårighetsgrad går produktionen av enheter och byggnader långsammare, lika snabbt eller snabbare än för den mänskliga spelaren. För alla spelare anpassas hur fort den tekniska utvecklingen går. Barbarer blir allt svårare att besegra och för bonushyddorna sänks sannolikheten för positiva utfall ju högre svårighetsgrad som väljs.

### Civilisationer
I spelet finns det sexton olika civilisationer eller stammar att välja mellan. De två expansionssatserna tillför ytterligare stammar: Play the World åtta och Conquests sju. Varje civilisation har två karaktärsdrag, som ger dem speciella fördelar gentemot andra civilisationer. Karaktärsdragen avgör vilka två teknologier civilisationen börjar med och vilka underverk som kan inleda en guldålder, men ger stammen även speciella egenskaper som påverkar spelets gång i motsvarande riktning. I Conquests tillkommer två nya karaktärsdrag. Till varje civilisation hör också en unik militär enhet som dels har bättre prestanda än motsvarande normala enhet (som de andra stammarna får nöja sig med), dels inleder en guldålder när den vinner en strid.

### Barbarer
Barbarerna kan i Civilization III inte erövra eller bygga städer eller befordras militärt. Inte heller följer de med i den tekniska utvecklingen. Från början finns bara enkla krigare som barbarer. Senare tillkommer dels galärer längs med kusterna, dels ryttare på land. Varje gång när två civilisationer inträtt i en ny tidsålder mångfaldigas antalet beridna barbarer så att de uppträder i regelrätta horder.

### Bonushyddor
Bonushyddor finns spridda i landskapet vid spelets början och representerar stammar som ännu inte blivit civiliserade. När en enhet beträder en spelruta där en hydda står, försvinner hyddan och ersätts antingen av ett antal barbarer eller av något fördelaktigt såsom en teknologi, en krigare eller pengar.

### Vetenskaplig forskning
En viktig del av spelet är utforskandet av nya teknologier. Teknologier kan utöka spelarens möjligheter (till exempel att kunna bedriva handel över oceaner), ge existerande enheter nya förmågor (till exempel att kunna plantera skogar), tillåta ny sorters (bättre) enheter eller nya stadsförbättringar, frigöra tidigare okända resurser och möjliggöra nya regeringsformer. Vetenskapliga byggnader, till exempel bibliotek, kan användas för att påskynda forskningen.
Teknologierna är inordnade i ett teknologi-träd som beskriver vilka teknologier man måste behärska för att kunna utforska nästa. Det är indelat i fyra tidsåldrar: antiken, medeltiden, den industriella epoken och nutiden. För att komma vidare till en ny tidsålder måste man utforska alla icke valfria teknologier i den föregående tidsåldern.
Man kan handla med teknologier med främmande civilisationer och byta dem mot till exempel pengar, resurser eller andra teknologier.

### Kultur
Kultur är ett nytt inslag i spelet som inte fanns med i tidigare delar av serien. Varje stad i spelet har ett kulturvärde som avgör hur långt bort från staden rikets gränser förlöper.
I en nygrundad stad är kulturvärdet noll. Vissa byggnader i staden kan tillföra en viss mängd kultur varje runda, och när stadens kulturvärde uppnår vissa tröskelvärden (10, 100, 1000 och så vidare) expanderar gränserna en ruta runt om staden. Man kan förstås också utöka sitt rike genom att helt enkelt bygga fler städer.
Det samlade kulturvärdet från alla städer används i jämförelser mellan olika civilisationer. En främmande stad kan med viss sannolikhet ansluta sig till det egna riket på grund av kulturellt inflytande. Sannolikheten beror bland annat på förhållandet mellan de två civilisationernas sammanlagda kulturvärde, men också på lokala förhållanden. Man riskerar ofta att erövrade städer med högt eget kulturvärde återansluter sig till sin ursprungliga civilisation.

### Strid
För att skydda städer och gränser mot andra civilisationer samt barbarer som kan dyka upp från outforskade delar av kartan tränas militära enheter som sedan skyddar den ruta de placeras i. Militära enheter kan både skydda städer och civila enheter som placerats någonstans på kartan. Generellt finns tre typer av militära enheter: enheter som är ämnade till försvar, attack respektive bombardemang. Den första och svagaste landenheten som kan skapas är krigare och den sista och starkaste är modern stridsvagn. Den första och svagaste bombardemangenheten är katapulten och bland de bästa är bombplan och radarartillerikanoner.

### Stora ledare
En stor ledare kan skapas när en elitenhet vinner en strid. Den stora ledaren är en enhet med speciella egenskaper. Han kan grunda en armé eller skynda på produktionen av det som byggs i en stad. När han fullgjort en av dessa uppgifter försvinner han igen. Man kan ha bara en stor ledare i taget.

### Naturresurser
I spelet finns tre sorters resurser. Varje slags resurs kan endast finnas på en särskild sorts terräng och kan ge bonusar till en stads sköldar, mat och handel. Bonusresurser existerar särskilt för det här syftet, medan lyx- och strategiska resurser ger andra fördelar också. Lyx- och strategiska resurser kan användas som handelsgods, till skillnad från bonusresurser.
Lyxresurser gör befolkningen lyckligare när de förs in i en stad via väg eller järnväg. Varje lyxresurs gör minst en nöjd invånare lycklig. Effekterna av lyx kan inte samlas ihop. Om en stad till exempel har två vinresurser anslutna till den, så kommer endast en av dem att ge en bonus; den andra blir däremot tillgänglig som handelsgods.
Strategiska resurser är resurser som krävs för att träna särskilda enheter, eller för att bygga särskilda stadsförbättringar eller underverk. En särskild teknologi krävs för att hitta respektive resurs på kartan. Den kanske viktigaste resursen är järn, som är användbar från förhistorisk till modern tid, då den krävs för byggandet av allt från vapen till järnväg. Liksom lyxresurser kan strategiska resurser inte samlas på hög.

### Underverk
Liksom i tidigare delar av serien kan man bygga underverk. Dessa medför bestämda fördelar för staden, för städer på samma kontinent eller för ett helt imperium. Underverken bidrar också med höga kulturvärden till staden de har byggts i. Har en civilisation byggt ett visst underverk är detta inte längre tillgängligt för någon annan civilisation. Detta leder ibland till så kallade kaskader där en civilisation efter en annan byter produktionsmål från ett dyrt, just färdigställt underverk till ett billigare som då genast färdigställs.
Bygger man underverk, ett eller flera, som är klassificerade för den egna stammens båda karaktärsdrag, inleds en guldålder. Man kan också tillgodoräkna sig karaktärsdrag från erövrade underverk. Om man erövrar ett underverk får man de speciella fördelar som hör ihop med underverket, men inte kulturvärdet. I expansionssatsen Conquests genererar uråldriga underverk inkomster från turism.
I Civilization III finns det också små underverk, som kan byggas en gång av varje civilisation. För att kunna bygga små underverk krävs det ofta att det finns ett antal byggnader av en annan sort. För att bygga Wall Street, till exempel, krävs det att spelaren först har byggt fem banker.

### Guldålder
En guldålder varar i 20 rundor. Under denna tid åtnjuter man förhöjd produktion av stadsförbättringar, enheter, forskning, rikedom och underhållning. I varje spel kan de deltagande civilisationerna uppleva högst en guldålder vardera. Guldåldern inleds antingen genom att ens speciella militära enhet vinner en strid eller genom att man färdigställer ett passande underverk.

### Poängsättning
Poängen man uppnår vid spelets slut består av två huvudkomponenter: en grundpoäng som utgör den genomsnittliga poängen per runda och en vinstbonus. Vinstbonusen beror på hur snabbt man har vunnit. Poängen per runda beror på hur stort territorium man behärskar och hur många och hur lyckliga ens medborgare är. Utöver detta kommer ett minimalt tillskott från utforskandet av framtidsteknologier, det vill säga identitets- och innehållslösa teknologier som man kan utforska sedan alla andra teknologier redan har upptäckts. Slutligen multipliceras poängen med ett tal mellan ett och sex som beror på svårighetsgraden. Ju högre svårighetsgrad, desto större tal.

### Vinst och förlust
Det finns åtta sätt som man kan vinna spelet på:
- Erövring
- Dominans
- Diplomati
- Rymdskepp
- Sammanlagd kultur
- Kulturellt centrum
- Underverk
- Poäng

Sättet man spelar på och den strategi man väljer beror i hög grad på vilken sorts vinst man eftersträvar. Erövring och dominans räknas som militära vinstkriterier, rymdskepp och diplomati som vetenskapliga. Sammanlagd kultur och kulturellt centrum är kulturella vinstkriterier. Underverk är en egen klass. Uppfyller ingen civilisation något av dessa kriterier före spelets utgång år 2050, så vinner den som har samlat mest poäng. Uppfyller en datorstyrd civilisation (eller en mänsklig medspelare) något kriterium först, så har man förlorat spelet.

#### Militär vinst
Erövring uppnås genom att man erövrar samtliga städer i hela världen. Dominans innebär att man har två tredjedelar av all land- och kustareal inom sina gränser och två tredjedelar av världens sammanlagda befolkning. I båda fallen gäller det att så snabbt som möjligt komma igång med att vinna krig mot sina medspelare. Ofta kan man på de lägre svårighetsnivåerna avsluta spelet redan i någon av de tidigare två erorna.

#### Vetenskaplig vinst
För att kunna vinna genom diplomati eller med ett rymdskepp är det viktigt att koncentrera sig på den vetenskapliga utvecklingen. En diplomatisk vinst innebär att man vinner en omröstning om generalsekreterare i FN, vilket man kan göra först sedan underverket FN har byggts. Detta i sin tur kräver att man har gjort vissa upptäckter som hör den moderna eran till. För att kunna bygga rymdskeppet måste man göra ytterligare upptäckter och dessutom samordna en hög produktion i flera städer.

#### Kulturell vinst
För att vinna genom kulturell dominans måste man i sina städer uppnå ett högt sammanlagt kulturvärde – 100 000 kulturenheter – som också måste vara dubbelt så stort som det näst största i spelet. För att vinna genom ett kulturellt centrum måste en enskild stad i riket själv uppnå 20 000 kulturenheter. Dessa värden är anpassade till en världskarta av normalstorlek. I expansionssatsen Conquests infördes en anpassning av målvärdet till kartstorleken.
Kulturvärde skapas av vissa byggnader i städerna, inte minst små och stora underverk. Medan ett spel för att uppnå en sammanlagd kulturell dominans till en början liknar spel för andra vinstkriterier, så är spel för kulturellt centrum det kanske mest specifika, eftersom en stad redan från spelets början måste avsättas för att samla kultur, vilket sinkar den vanliga imperieutvecklingen och mer eller mindre utesluter vinst på andra sätt.

#### Underverk
Vinst genom underverk uppnås genom att man ser till att ha samtliga underverk under sin kontroll. Det spelar ingen roll om man bygger dem själv eller erövrar dem från konkurrenter. Men om något underverk blir förstört kan det inte byggas igen och vinst genom underverk blir omöjligt.

#### Andra vinstkriterier och spelsätt
I expansionssatsen Play the World infördes ytterligare spelsätt och vinstkriterier som skiljer sig avsevärt från de traditionella.

## Expansionssatser
Två expansionssatser har publicerats för Civilization III. Dessa är Play the World och Conquests. Förutom att tillföra fler civilisationer, enheter, karaktärsdrag och så vidare, så innehåller dessa expansionssatser också buggfixar som rättar till mer eller mindre allvarliga felaktigheter i tidigare versioner och som i och med respektive expansionssats publicering inte publicerats separat för de tidigare versionerna. Expansionssatserna är på så sätt integrerade i spelets utvecklingslinje och man kan inte uppnå den högsta tillgängliga programkvaliteten utan att använda sig av dem.
I Play the World införs möjligheten för flera spelare att delta i samma spel, åtta nya civilisationer, ett antal nya enheter och möjligheten att flytta flera enheter i grupp. Det införs dessutom en begränsning av möjligheterna att skynda på byggandet av stora och små underverk.
Conquests erbjuder åtta historiska scenarion, som sträcker sig från Mesopotamien till Andra världskriget i Stilla havet. Många av dessa scenarier har resurser, stadsförbättringar, underverk, musik och även stadsskick som är specifika för scenariot, särskilt de mellanamerikanska och japanska scenarierna. Dessutom tillförs till det vanliga spelet sju nya civilisationer med två nya karaktärsdrag. Möjligheten att slutföra byggandet av ett stort underverk med hjälp av en stor militär ledare försvinner. Arméenheterna görs kraftfullare så att det lönar sig att använda dem. Systemet för korruption och slöseri har reviderats i grunden. Ett nytt slags stor ledare införs, den vetenskapliga stora ledaren, som kan visa sig när man är först med att upptäcka en ny teknologi. Dessutom tillkommer två svårighetsgrader, halvgud och Sid.

## Modifikation och editor
Med hjälp av en medlevererad editor kan egna kartbilder och spelscenarier framställas. Dessutom finns möjligheter att ändra grafiken, eftersom alla grafiska element är lagrade som vanliga filer.

## Ändringar från Civilization 2
- Naturresurser av typerna strategiska resurser och lyxartiklar har tillkommit
- Kultur och expanderande gränser har tillkommit
- Teknologiträdet har delats in i fyra tidsåldrar
- Ansamlad produktion i en stad kan utan förlust överföras till ett nytt projekt
- Rymdskeppet behöver inte komma fram till Alpha Centauri
- Ett allmänt system för handel har införts, vilket bland annat gör att karavanenheter inte längre behövs
- Ett allmänt system för diplomati har införts, vilket bland annat gör att spionenheter inte längre behövs
- Små underverk som varje civilisation kan bygga en gång har tillkommit
- Nybyggarenheten används bara för att grunda nya städer
- För att bygga infrastruktur används nytillkomna arbetarenheter
- Arbetare kan bara marginellt förbättra given terräng, inte omgestalta den helt
- Barbarerna fungerar annorlunda
- Stora ledare har tillkommit
- Militärenheter har inte längre någon hemstad som betalar deras underhåll, i stället betalar man underhåll i pengar
- Belägringsenheter kan inte attackera, bara bombardera, enheter, städer eller terräng
- Fartyg räknas som belägringsenheter och kan bombardera land
- Flygenheter flyttas inte längre steg för steg över kartan, utan flyttas med hjälp av uppdrag som tar ett drag att utföra
- I och med expansionssatsen Conquests heter den högsta svårighetsgraden inte längre gudom